# Heterormista modesta
Heterormista modesta là một loài bướm đêm trong họ Erebidae.